# Felipe Camisón Asensio
Felipe Camisón Asensio este un om politic spaniol, membru al Parlamentului European în perioada 1999-2004 din partea Spaniei. 
1. 1 2 3   http://www.congreso.es/portal/page/portal/Congreso/Congreso/Iniciativas?_piref73_2148295_73_1335437_1335437.next_page=/wc/servidorCGI&CMD=VERLST&BASE=DIPH&FMT=DIPHXD1S.fmt&DOCS=1-1&DOCORDER=FIFO&OPDEF=Y&NUM1=&DES1=&QUERY=%2819790%29.NDIP., accesat în 20 ianuarie 2020 Lipsește sau este vid: |title= (ajutor)
2. 1 2  Deputații în Parlamentul European
3. ↑   http://www.congreso.es/portal/page/portal/Congreso/Congreso/Diputados/BusqForm?_piref73_1333155_73_1333154_1333154.next_page=/wc/fichaDiputado?idDiputado=21&idLegislatura=5, accesat în 23 noiembrie 2017 Lipsește sau este vid: |title= (ajutor)
4. ↑   http://www.congreso.es/portal/page/portal/Congreso/Congreso/Diputados/BusqForm?_piref73_1333155_73_1333154_1333154.next_page=/wc/fichaDiputado?idDiputado=117&idLegislatura=4, accesat în 23 noiembrie 2017 Lipsește sau este vid: |title= (ajutor)
5. ↑   http://www.congreso.es/portal/page/portal/Congreso/Congreso/Diputados/BusqForm?_piref73_1333155_73_1333154_1333154.next_page=/wc/fichaDiputado?idDiputado=95&idLegislatura=3, accesat în 23 noiembrie 2017 Lipsește sau este vid: |title= (ajutor)